# Řídicí jednotka motoru

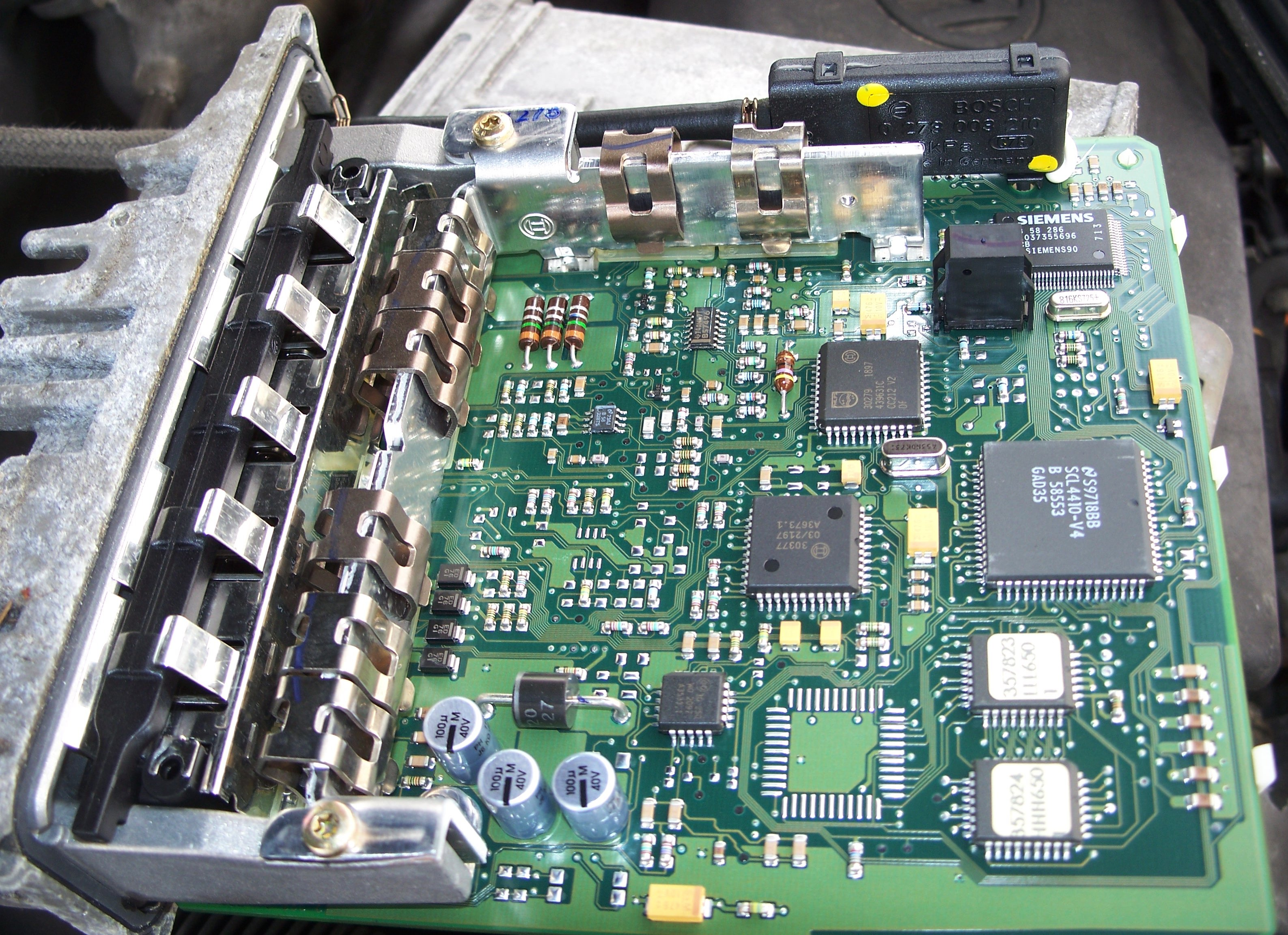
Řídící jednotka automobilu Volkswagen Golf III

Řídicí jednotka motoru (ECU), také označována jako řídicí modul motoru (ECM), je typ řídicí jednotky, která řídí sérii akčních členů spalovacího motoru a zajišťuje tak optimální výkon motoru. Řídicí jednotka motoru sleduje a vyhodnocuje data z celé řady senzorů v motorovém prostoru a interpretuje tato data pomocí vícerozměrných výkonnostních map (nazývaných vyhledávací tabulky).
Hlavním komponentem řídicí jednotky motoru je elektronický čip (mikroprocesor). Ten obsahuje software (firmware) pomocí kterého v reálném čase zpracovává a vyhodnocuje množství signálů z motoru. Kromě toho obsahuje také paměť pro ukládání specifických dat, například chybových záznamů.

## Vstupní parametry řídicí jednotky motoru
Na řídicí jednotku motoru jsou napojeny následující senzory:
- snímač tlaku v sacím potrubí
- snímač množstvý vzduchu
- lambda sonda
- čidlo teploty nasávaného vzduchu
- čidlo teploty oleje
- čidlo teploty chladicí kapaliny
- snímač volnoběžných otáček
- snímač polohy škrtící klapky
- snímač polohy klikové hřídele
- snímač polohy vačkové hřídele
- snímač variabilního časování ventilů
- elektronické řízení ventilů
- snímač napětí akumulátoru
- snímač detonačního spalování

Další parametry, které jsou často mapovány řídicí jednotkou motoru (seznam není úplný):
- Otáčky motoru
- Časování zapalování
- Teplota chladicí kapaliny
- Poloha škrtící klapky
- Tlak paliva
- Poloha ventilu wastegate
- Poloha vačkového hřídele

## Řízené systémy
Řídicí jednotka motoru pro konkrétní typ motoru poskytuje některé, nebo i všechny z vyjmenovaných funkcí (seznam není úplný):
- řízení zapalování (u zážehových motorů)
- řízení přípravy směsi tj. vstřikování paliva
- řízení specifických režimů motoru:
  - start
  - studený motor
- stabilizaci volnoběžných otáček
- antidetonační regulaci
- řízení rozvodového mechanismu
- regulaci vypínáním válců
- recirkulaci výfukových plynů
- samodiagnostiku systému tzv. OBD
- korekce řízení na nadmořskou výšku
- regeneraci aktivního uhlí pro odvětrání palivové nádrže
- regeneraci filtru pevných částic

## Historie řídicí jednotky motoru
Historie řídicí jednotky motoru:
- 1970-1979 - Řídicí jednotka motoru začala zpočátku ovládat jen několik funkcí, jako například solenoidy na karburátorech. Později začaly některé řídicí jednotky motoru regulovat směs na volnoběžných otáčkách.
- 1980-1989 - Řídicí jednotky motoru se v zážehových motorech postupně staly zodpovědné za řízení a regulaci paliva, tedy přípravu směsi, jakož i zapalování paliva.
- 1990-1999 - Součástí řídicích jednotek se stalo i zabezpečení vozidla, přičemž se pomalu začaly objevovat i u vznětových motorů.
- 2000-2009 - Řídicí jednotka převzala hlavní roli nad řízením škrticí klapky, ovládáním turbodmychadla a mnoha emisními systémy.
- 2010 až současnost - Řídicí jednotka získala úplnou kontrolu nad mnoha systémy automobilu. V případě moderních aut může mít řídicí jednotka motoru více než sto vstupů a výstupů.